# Clase de 1999
Class of 1999 es una película de ciencia ficción estadounidense de 1990, dirigida por Mark Lester, después del seguimiento de su película de 1982, Clase de 1984.

## Argumento
En un futuro próximo, tres profesores son contratados para mantener el orden en una escuela secundaria estadounidense. Son, de hecho, cyborgs despiadados. Estaban programados para comenzar en el ejército. Su memoria ha sido borrada de este nuevo programa, pero resurgió de la vieja manera. Siguió una guerra sin darle las gracias a los alumnos que optan por defenderse. Una regla: sobrevivir o morir.

## Reparto
- Bradley Gregg.... Cody Culp
- Traci Lind.... Christy Longford
- Malcolm McDowell.... Doctor Miles Longford
- Stacy Keach.... Dr. Bob Forest
- Patrick Kilpatrick.... Sr. Bryles
- Pam Grier....Sra. Connors
- John P. Ryan.... Sr. Hardin
- Darren E. Burrows.... Sonny
- Joshua John Miller.... Angel
- Sharon Wyatt.... Janice Culp
- James Medina.... Hector
- Jason Oliver.... Curt
- Brent David Fraser.... Flavio
- Jill Gatsby.... Dawn
- Sean Hagerty.... Reedy

## Lugares representados durante la filmación
La película fue filmada en Lincoln High School (barrio Wallingford de Seattle) y hoy en día es visible en Google Streetview . En la introducción de la película , la escuela es claramente visible como un área fuertemente asegurada con dos torres de vigilancia en la parte superior de la escalera que conduce a la entrada.

## Lanzamiento en VHS y DVD
Clase de 1999 fue lanzado inicialmente en VHS a través de Vestron Video en 1991 y se retiró más tarde. La película fue lanzada en DVD en otros territorios, como Corea y Australia. Lionsgate lanzó la película en DVD por primera vez en los EE. UU. el 16 de septiembre de 2008.

## Premios
Clase de 1999 fue nominado para el Premio Joven Artista (Joshua John Miller).

## Alrededor de la película
- El tiroteo tuvo lugar en Seattle .
- La película sigue a la Clase de 1984, ya dirigida por Mark L. Lester en 1982, y será seguido por la Clase de 2001 , dirigida por Spiro Razatos en 1994.

## Secuela
- Clase de 1999 Parte 2